# Hello Kitty
Hello Kitty (jap. ハロー キティ) - fiktivni lik u produkciji japanske tvrtke Sanrio, kojeg je prva dizajnirala japanska dizajnerica Yuko Shimizu.
Hello Kitty bijela je mačkica s crvenom mašnom. Osmišljena je prema japanskoj bobtail mački. Kao lik prvi se put pojavila na novčaniku u Japanu 1974. i Sjedinjenim Američkim Državama 1976. Dio je kawaii segmenta japanske popularne kulture, kojim se veliča dražesnost.
Hello Kitty poznata je diljem svijeta. Nositelj zaštitnog znaka Sanrio zaradio je više od 1 milijarde američkih dolara godišnje u prodaji izvan Japana, od 2003. Iako je glavno usmjerenje prema djevojčicama, u Hello Kitty asortimanu nalaze se i torbice, naljepnice, olovke do tostera, televizora, odjeće, masažera i računalne opreme. Posebice u Aziji, lik Hello Kitty krasi i mnoge druge potrošačke proizvode.
Proizvedeno je nekoliko Hello Kitty tv-serija, za uzrast male djece. Otvorena su dva službena licencirana Hello Kitty tematska parka: Harmonyland i Sanrio Puroland.